# Jomfruland
58°51′54″N 9°35′46″Ø / 58.86500°N 9.59611°Ø
Jomfruland er en langstrakt ø som ligger i skærgården ud for Kragerø i Vestfold og Telemark fylke i Norge. Den er 7,5 km lang og 1 km bred på det bredeste. Øen skærmer de mange øer i skærgården ud for Kragerø for bølgene fra Skagerrak. Der bor cirka 60 fastboende på Jomfruland.

## Naturforhold
Geologisk er Jomfruland en del af den store endemoræne ratrinnet. Jomfruland er et stykke hvor ryggen på morænen (raet) stikker op over vandet. Østover går moræneryggen under vand fra Jomfruland til Mølen i Brunlanes, og mod vest dukker den igen op på Tromøy. Hvor raet er landfast danner det strande ral. Mellem Jomfruland og Tromøy er der farlige grunde på steder hvor moræneryggen næsten når op til havoverfladen.
Jomfruland er kendt for sine anemoner og øen blev brugt som indspilningssted i den norske film om Kristin Lavransdatter netop på grund af dette flotte bagtæppe.
Øen er også kendt for sit rige fugleliv, og over 300 arter er observeret på øen. Norsk ornitologisk forening avdeling Telemark driver Jomfruland Fuglestation på Øitangen.

## Attraktioner og aktiviteter
Man kan komme til Jomfruland med taxibåd, bilfærge eller egen båd, øen har flere gæstehavne. Kragerø Fjordbåtselskap har rute til Jomfruland. Det findes flere attraktioner på øen, blandt andet flotte strande, gode havneanlæg med restaurant og kiosk, ralstrandene mod nord på øen, udendørs kirke mm.
Omtrent midt på øen ligger to hvide fyrtårne, et gammelt og et nyt. Det er kun det nyeste som er i brug i dag. Fyrtårnene på Jomfruland er markante og er synlige fra alle sider. Ofte bliver tårnene på Jomfruland brugt som ikon for Kragerø og skærgården. Det ældste af tårnene er åbent for publikum om sommeren.
Jomfrulands musikfestival «Under to tårn» er blevet afholdt på øen hver sommer siden 1999.

## Eksterne kilder og henvisninger
- Wikimedia Commons har flere filer relateret til Jomfruland